# Ring of Honor
Ring of Honor (ROH, в переводе с англ. — «Ринг чести») — это американский рестлинг-промоушен, базирующийся в Джэксонвилле, Флорида. Промоушен был основан Робом Файнштейном 23 февраля 2002 года и управлялся Кэри Силкином с 2004 по 2011 год, когда промоушен был продан Sinclair Broadcast Group. В мае 2022 года ROH был продан основателю, совладельцу, президенту и генеральному директору All Elite Wrestling (AEW) Тони Хану.
В основном ROH проводит свои шоу на Среднем Западе и на восточном побережье Северной Америки. Также шоу проводятся на западном побережье, Великобритании, Канаде и Японии. В число ежегодных шоу входят Best in the World, Anniversary Show, Supercard of Honor (в те же дни, что и WrestleMania) и крупнейшее — Final Battle. С 2009 года имеет собственное шоу на ТВ.
На протяжении 2010-х годов ROH считался одним из крупнейших рестлинг-промоушенов США, наряду с WWE и Impact Wrestling. К середине 2017 года ROH, как считалось, превзошел Impact благодаря сделкам по совместному использованию талантов с рестлинг-компаниями за пределами США, расширению телевизионной видимости через компанию Sinclair, а также созданию собственного стримингового сервиса Honor Club в 2018 году.
27 октября 2021 года ROH объявила, что все рестлеры и персонал будут освобождены от своих контрактов в декабре 2021 года, а промоушен уйдет на перерыв как минимум до апреля 2022 года. 2 марта 2022 года Тони Хан объявил о покупке Ring of Honor.

## История

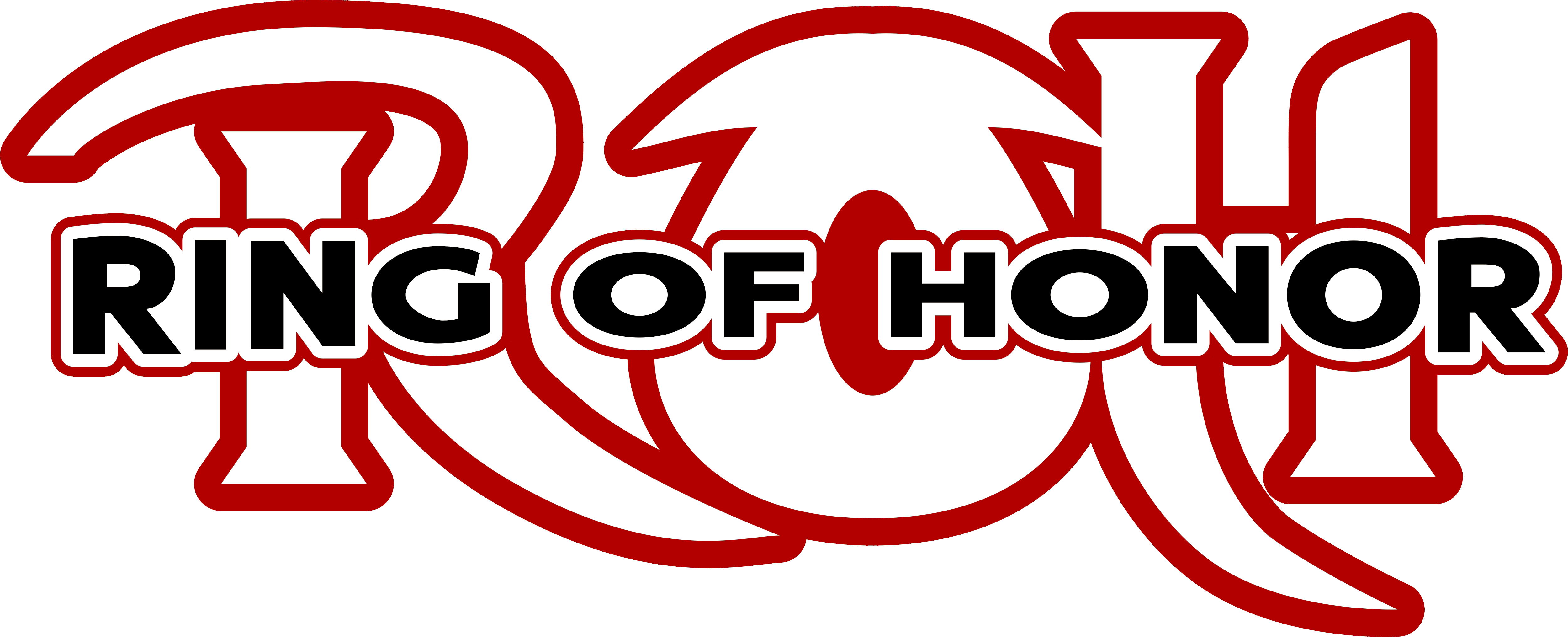
Первый логотип компании, использовавшийся с 2002 по 2004 год

В апреле 2001 года после закрытия Extreme Championship Wrestling, кассеты которых распространяла RF Video, её президент Роб Фейнштейн решил создать свою федерацию рестлинга и таким образом через свою компанию продавать кассеты и DVD. Первое шоу состоялось 23 февраля 2002 года в Филадельфии, Пенсильвания на бывшей домашней арене ECW. В карде шоу было 9 матчей, включая бой между Эдди Герреро и Супер Крэйзи за титул Интерконтинентального чемпиона в тяжёлом весе IWA, а также бой между Брайаном Дэниелсоном, Кристофером Дэниэлсом и Лоу Ки (впоследствии всех трое стали известны как «Отцы-основатели ROH»).

Второй логотип компании, использовавшийся с 2004 по 2011 год

В первый год своей работы ROH проводил свои шоу в основном на северо-востоке США. В 2003 году федерация распространилась и на другие регионы страны, а позднее ROH начала сотрудничество и проводить совместные шоу с Frontier Wrestling Alliance (Лондон, Англия).
В 2004 году случился скандал с участием президента ROH Роба Файнштейна, его обвиняли попытке совращения несовершеннолетнего через интернет. После опубликовании материалов дела в СМИ, Файнштейн покинул руководящие посты в RF Video и ROH, а федерация рестлинга TNA расторгла соглашению с ROH по совместному поиску талантов. В итоге Дуг Джентри купил долю Файнштейна в федерации, а затем продал его Кэри Силкину.
Летом 2007 году в ходе тура по Японии ROH провёл совместные шоу с Pro Wrestling Noah (16 июля) в Токио и Dragon Gate (17 июля) в Осаке. Вскоре после этого, ROH стала первой американской федерацией, в которой всеми титулами владели неамериканские рестлеры: команда из Dragon Gate в составе Наруки Дои и Синго владела титулами командных чемпионов, а Такэси Морисима из Pro Wrestling Noah был чемпионом мира в тяжёлом весе.
В мае 2007 года Ring of Honor подписали свой первый контракт на трансляции pay-per-view с G-Funk Sports & Entertainment, узнав об этом TNA тут же подписали контракт с топ-рестлерами ROH Остином Эйрисом и Хомисайдом. Первое pay-per-view называлось Respect is Earned, было записано 12 мая 2007 года и показано 1 июля 2007 года на канале Dish Network. 26 октября 2008 года компанию покинул её главный букер Гейб Сапольски, а на его место пришёл Адам Пирс.
В 2008 году федерация приняла участие в фильме «Рестлер». Бой между Ренди Робинсоном (Микки Рурк) и Аятолла (Эрнест Миллер) промоутировала именно ROH. Несколько борцов федерации, включая Найджела Макгиннесса и Клаудио Кастаньоли также приняли участие в фильме.
26 января 2009 года ROH объявила о подписании контракта на показ еженедельного шоу с компанией HDNet Fights. Первые записи прошли 28 февраля и 1 марта на Асилум Арене в Филадельфии. После года показа ROH на ТВ компания объявила о создании нового титула Телевизионного чемпиона ROH. Первым обладателем титула стал Эдди Эдвардс победивший в финале турнира Дэйви Ричардса. 11 января 2011 года контракт на показ шоу закончился.
15 августа 2010 года главный букер компании Адам Пирс был уволен, а на его место был нанят Хантер Джонстон, известный как Делириус. 8 сентября 2010 года ROH и Ohio Valley Wrestling анонсировали рабочее соглашение между двумя компаниями.

Третий логотип компании, используемый с 2011 по 2022 год

21 мая 2011 года Sinclair Broadcast Group объявила о приобретении Ring of Honor. Бывший владелец ROH, Кэри Силкин, остался в компании на исполнительной должности.

### Перезапуск и продажа Тони Хану (с 2022)
27 октября 2021 года Ring of Honor объявила, что все рестлеры и персонал будут освобождены от своих контрактов в декабре 2021 года, а промоушен уйдет на перерыв как минимум до апреля 2022 года.
2 марта 2022 года владелец All Elite Wrestling Тони Хан объявил о покупке Ring of Honor, включая активы бренда, интеллектуальную собственность и видеотеку. Хан также объявил, что намерен сделать библиотеку ROH полностью доступной для общественности.

## Кодекс чести

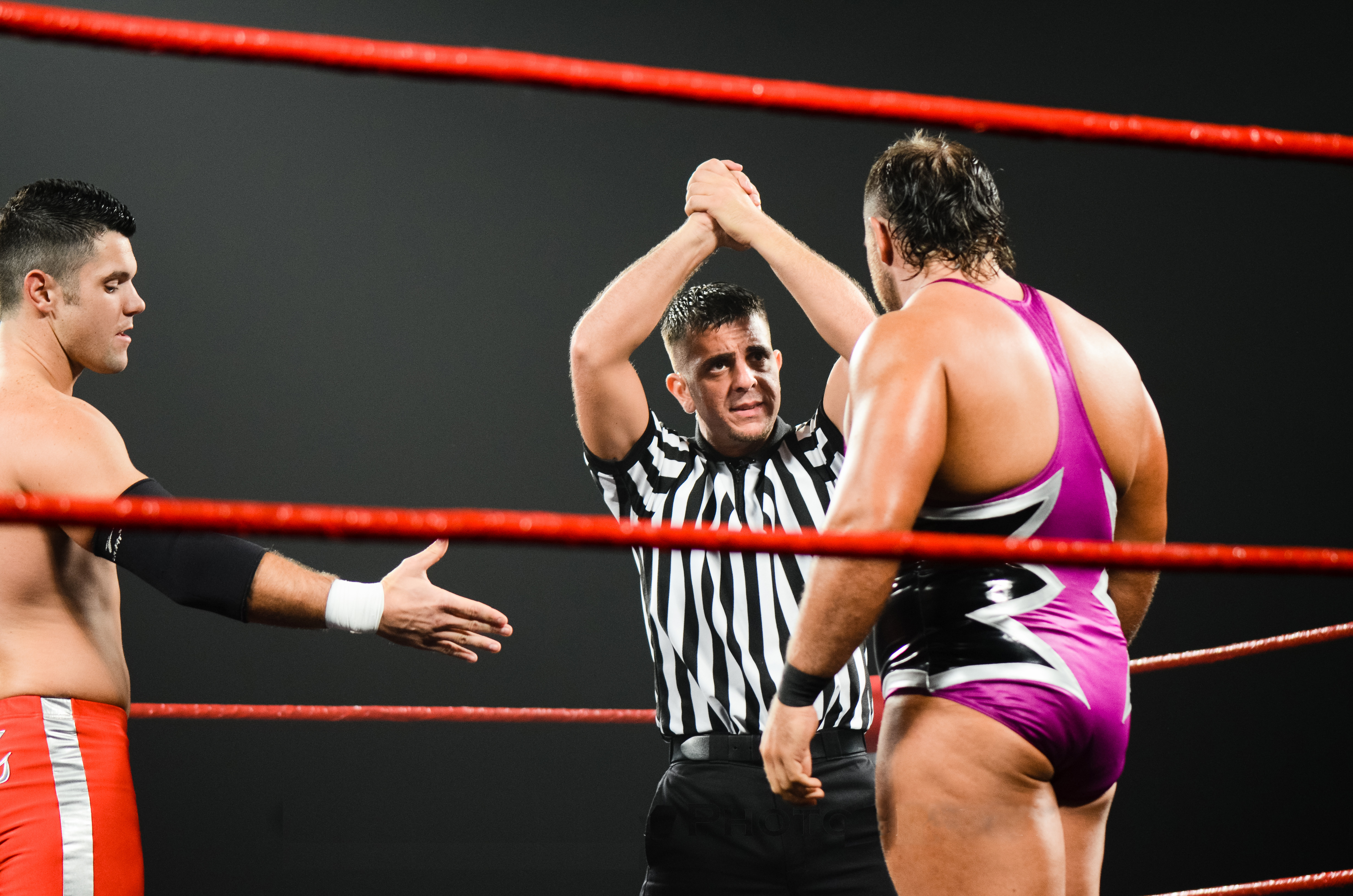
Кодекс чести позволяет рестлерам утвердиться в качестве героических или злодейских персонажей; показано, как рефери пытается убедить Майкла Элгина пожать руку Эдди Эдвардса

От других рестлинг федераций ROH отличает созданный Сапольски и Фейнштейном «Кодекс чести» — свод правил, диктующих то как борцы должны вести себя во время боёв. Изначально «Кодекс чести» включал в себя пять законов:
1. Рестлеры должны пожимать друг другу руки до и после матча.
2. Никаких вмешательств — не вмешивайся сам в матч других рестлеров и не позволяй кому-нибудь делать это в своём матче.
3. Никаких подлых атак.
4. Не причинять вред рефери.
5. Любое действие, приведшее к дисквалификации, нарушает «Кодекс чести».

В начале 2004 года Гейб Сапольски чувствовал что «Кодекс чести» себя исчерпал, в результате, борцам уже не нужно было соблюдать его.
«Кодекс чести» в конечном итоге вновь появился и включал три правила:
1. Рукопожатие до и после матча, если вы уважаете оппонента
2. Вести честную борьбу
3. Уважать судью

## Титулы
- Чемпион мира ROH
- Чистый чемпион ROH
- Командные чемпионы мира ROH
- Командные чемпионы мира ROH в матчах шести человек
- Телевизионный чемпион мира ROH
- Чемпион ROH среди женщин

## Зал славы
ROH учредила свой Зал славы 26 января 2022 года в рамках празднования 20-летия промоушена. Они объявили, что четыре участника составят первый класс. Церемония была представлена 5 марта 2022 года на ROH TV. Первыми членами Зала славы ROH стали Брайан Дэниелсон, Самоа Джо, Си Эм Панк, Братья Бриско и владелец ROH в 2002—2011 годах Кэри Силкин.